# Mariés
Mariés (Maries) är en ort i Grekland.   Den ligger i prefekturen Nomós Kaválas och regionen Östra Makedonien och Thrakien, i den nordöstra delen av landet, 300 km norr om huvudstaden Aten. Mariés ligger 308 meter över havet och antalet invånare är 158. Den ligger på ön Thassos.
Terrängen runt Mariés är kuperad. Runt Mariés är det ganska glesbefolkat, med 34 invånare per kvadratkilometer. Närmaste större samhälle är Prínos, 6,6 km nordväst om Mariés. 